# Milton Vieira (lutador)
Milton Vieira (Teresópolis, 10 de outubro de 1978) é um lutador brasileiro de MMA. Competiu no Peso Pena do Ultimate Fighting Championship e em outras organizações importantes, como o PRIDE e M-1 Global. Miltinho também é bastante conhecido por utilizar com maestria o golpe anaconda choke.

## Carreira no MMA
Miltinho é um faixa preta em Luta Livre e de 2º grau em Jiu Jitsu Brasileiro de Murilo Bustamante.
Miltinho fez sua estréia profissional no MMA em Junho de 2001 no Brasil. Ao decorrer da sua carreira já participou de eventos como PRIDE Fighting Championships, DEEP, M-1 Global e Shooto.
Miltinho é mais conhecido por sua luta com o ex-campeão Peso Meio Médio do EliteXC, ex-campeão do Peso Médio do Strikeforce, e ex-contender Meio Médio do UFC, Jake Shields.

### Strikeforce
Em 2011 Miltinho foi contratado pelo Strikeforce. Sua estréia foi contra Sterling Ford no Strikeforce Challengers: Gurgel vs. Duarte em 12 de Agosto de 2011 e venceu por Finalização Técnica no primeiro round.

### Ultimate Fighting Championship
Em 2012 foi anunciado que Miltinho entrou para o UFC e sua estréia foi contra Felipe Arantes no UFC 147 em 23 de Junho de 2012 e a luta terminou com um polêmico empate dividido.
Miltinho enfrentou Godofredo Pepey no UFC on FX: Belfort vs. Bisping em 19 de Janeiro de 2013, perdeu por Decisão Dividida.
O UFC fez uma enorme lista de demissões durante o começo do ano, e essa lista contava com Miltinho. Porém no UFC on FX: Belfort vs. Rockhold em uma entrevista, Miltinho negou a demissão.

## Cartel no MMA
| Cartel no MMA   |             |            |
| 22 lutas        | 13 vitórias | 7 derrotas |
| Por nocaute     | 0           | 0          |
| Por finalização | 9           | 0          |
| Por decisão     | 4           | 7          |
| Empates         | 2           | 2          |
| No contest      | 0           | 0          |

| Res.    | Cartel | Oponente              | Método                            | Evento                                     | Data       | Round | Tempo | Local             | Notas |
| ------- | ------ | --------------------- | --------------------------------- | ------------------------------------------ | ---------- | ----- | ----- | ----------------- | ----- |
| Derrota | 13-8-2 | Godofredo Pepey       | Decisão (dividida)                | UFC on FX: Belfort vs. Bisping             | 19/01/2013 | 3     | 5:00  | São Paulo         |       |
| Empate  | 13-7-2 | Felipe Arantes        | Empate (dividido)                 | UFC 147                                    | 23/06/2012 | 3     | 5:00  | Belo Horizonte    |       |
| Vitória | 13-7-1 | Sterling Ford         | Finalização Técnica (brabo choke) | Strikeforce Challengers: Gurgel vs. Duarte | 12/08/2011 | 1     | 4:49  | Las Vegas, Nevada |       |
| Vitória | 12-7-1 | Bruno Lobato          | Finalização (anaconda choke)      | Bitetti Combat MMA 9                       | 18/06/2011 | 1     | 1:23  | Rio de Janeiro    |       |
| Vitória | 11-7-1 | David Cubas           | Finalização (chave de braço)      | Bitetti Combat MMA 7                       | 28/05/2010 | 2     | 4:12  | Rio de Janeiro    |       |
| Derrota | 10-7-1 | Diego Braga           | Decisão (unânime)                 | Platinum Fight Brazil 2                    | 05/12/2009 | 3     | 5:00  | Rio de Janeiro    |       |
| Vitória | 10-6-1 | Luciano Azevedo       | Decisão (dividida)                | Bitetti Combat MMA 4                       | 12/09/2009 | 3     | 5:00  | Rio de Janeiro    |       |
| Vitória | 9-6-1  | Gustavo Rosa          | Finalização (anaconda choke)      | The Warriors                               | 28/03/2009 | 1     | 1:00  | Rio de Janeiro    |       |
| Derrota | 8-6-1  | Luiz Azeredo          | Decisão (unânime)                 | The One - VIP Fighting                     | 13/02/2008 | 3     | 5:00  | São Paulo         |       |
| Vitória | 8-5-1  | Jorge Britto          | Decisão (unânime)                 | Capital Fight                              | 14/12/2007 | 3     | 5:00  | Brasília          |       |
| Vitória | 7-5-1  | Yukinari Tamura       | Finalização (mata leão)           | Real Rhythm - 5th Stage                    | 18/11/2006 | 2     | 2:34  | Osaka             |       |
| Derrota | 6-5-1  | Jean Silva            | Decisão (dividida)                | Super Challenge 1                          | 07/10/2006 | 2     | 5:00  | São Paulo         |       |
| Vitória | 6-4-1  | Johnny Eduardo        | Finalização (anaconda choke)      | Super Challenge 1                          | 07/10/2006 | 2     | 0:59  | São Paulo         |       |
| Empate  | 5-4-1  | Kazunori Yokota       | Empate                            | DEEP - 24 Impact                           | 11/04/2006 | 2     | 5:00  | Tóquio            |       |
| Derrota | 5-4    | Nobuhiro Obiya        | Decisão (unânime)                 | DEEP - 22 Impact                           | 02/12/2005 | 2     | 5:00  | Tóquio            |       |
| Vitória | 5-3    | Hiroki Nagaoka        | Decisão (unânime)                 | DEEP                                       | 28/10/2005 | 2     | 3:00  | Tóquio            |       |
| Derrota | 4-3    | Hayato Sakurai        | Decisão (dividida)                | Pride Bushido 7                            | 22/05/2005 | 2     | 5:00  | Tóquio            |       |
| Vitória | 4-2    | Diego Braga           | Finalização (triangulo de braço)  | AFC - Brazil 1                             | 18/08/2004 | 2     | 4:25  | Rio de Janeiro    |       |
| Vitória | 3-2    | Jadyson Costa         | Finalização (triangulo de braço)  | Meca World Vale Tudo 11                    | 05/06/2004 | 3     | 1:08  | Teresópolis       |       |
| Derrota | 2-2    | Jake Shields          | Decisão (unânime)                 | Shooto                                     | 21/05/2003 | 3     | 5:00  | Hammond, Indiana  |       |
| Vitória | 2-1    | Magomed Dzhabrailov   | Decisão (unânime)                 | M-1 Mixfight - Russia vs. The World 5      | 06/04/2003 | 1     | 10:00 | São Petersburgo   |       |
| Vitória | 1-1    | Islam Karimov         | Finalização (mata leão)           | M-1 Mixfight - Russia vs the World 3       | 26/04/2002 | 1     | 8:08  | São Petersburgo   |       |
| Derrota | 0-1    | Cyrillo Padilha Nelto | Decisão                           | Heroes 2                                   | 30/06/2001 | 1     | 12:00 | Rio de Janeiro    |       |